# مارسيانو نورمان
مارسيانو نورمان (بالإندونيسية: Marciano Norman)‏ هو ضابط إندونيسي، ولد في 28 أكتوبر 1954 في بنجرماسين في إندونيسيا.